# احمد الزوی
احمد الزوی (عربی: أحمد الزوي؛ زادهٔ ۲۸ دسامبر ۱۹۸۲) بازیکن فوتبال اهل لیبی است.
از باشگاه‌هایی که در آن بازی کرده‌است می‌توان به باشگاه ورزشی القادسیه کویت، باشگاه فوتبال القادسیه عربستان سعودی، باشگاه فوتبال بنزرتی، و باشگاه فوتبال الشارجه اشاره کرد.
وی همچنین در تیم ملی فوتبال لیبی بازی کرده‌است.